# Historia Rosji od czasów najdawniejszych
Historia Rosji od czasów najdawniejszych (ros. История Российская с самых древнейших времён, неусыпными трудами через тридцать лет собранная и описанная покойным тайным советником и астраханским губернатором Васильем Никитичем Татищевым / Istorija rossijskaja s samych driewniejszych wremion) – pięciotomowe dzieło opisujące historię Rosji autorstwa Wasilija Tatiszczewa.
Wasilij Tatiszczew pracował nad Historią 20 lat. Swoje opus magnum przedstawił w 1739 roku w Akademii Nauk w Petersburgu. Była to pierwsza nowożytna, wielotomowa historia Rosji. Do tej pory większe prace historyczne poświęcone historii Rosji były sporządzane w tradycyjnej formie latopisów (kronik). Dzieło Tatiszczewa zostało doprowadzone do 1558 roku, czyli do panowania cara Iwana Groźnego. Początkowo korzystano z rękopisów, zaś wydanie nastąpiło dopiero po śmierci autora: tom I – 1768; tom II – 1773; tom III – 1774; tom IV – 1784, ostatni tom V – 1848, bowiem dopiero w XIX wieku odnaleziono ten fragment pracy. Ponownie zostało wydane, tym razem w siedmiu tomach, w latach 1962–1968.